# Solon AG
Pour les articles homonymes, voir Solon (homonymie).
Solon AG est une entreprise allemande qui a fait partie de l'indice TecDAX. Elle produit des modules solaires photovoltaïques.
L'entreprise a déposé le bilan le 13 décembre 2011 en raison notamment à la concurrence des entreprises chinoises et la baisse des prix due à la fin des aides publiques . Elle a été acquise par l'émirati Microsol le 6 mars 2012. 

## Historique
L'action Solon était intégrée dans l'indice ÖkoDAX.